# Полнишова, Петра
Петра Полнишова (Petra Polnišová) (с 2022 года носит фамилию Броцкова (Brockova)) — словацкая актриса и стендап-комик, обладательница шести премий ОТО (OTO Awards).
Родилась 24 февраля 1976 г.
Окончила Университет исполнительских искусств в Братиславе, специальность «кукольное искусство». Работала в Великобритании и в течение двух лет в Teatro Laboraotrio Mangiafuoco в Милане.
В 2004 году вернулась в Словакию и стала одним из ключевых участников театра ГУнаГУ в Братиславе. Также работает в Студии L+S , сотрудничала с театрами Nová scéna , Aréna , SND .
Получила широкую известность благодаря юмористическому шоу SOS на СТВ, где также участвовала в написании сценария и драматургии.
Также снялась в популярном ситкоме «Hoď Svišťom», где написала сценарии нескольких серий.
С 2014 года она также работала в комедийном скетч-шоу «Креденц» на телевидении «Маркиза». В нём она и Сузана Кубовчикова Шебова создали известный комический дуэт CUKY LUKY, который стал шаблоном для съемок комедии Cuky Luky Film.
Выступала в телевизионном юмористическом шоу «Партичка», где вместе с коллегами-актёрами импровизировала на избранные темы.
Снималась в сериалах «Офис в Розовом саду», «Пан профессор» и «Дунай, к вашим услугам».
В фильме «Мой дедушка — инопланетянин» (2019, совместное производство Босния/Герцеговина, Хорватия, Чехия, Люксембург, Норвегия, Словакия, Словения) сыграла роль матери (главная роль).
Лауреат шести премий OTO (Osobnosť televíznej obrazovky) Агентства Арт продакшен (год и номинация):
- 2006 — юморист;
- 2007 — Абсолютный ОТО;
- 2009 — актриса;
- 2010 — актриса комедийного жанра;
- 2011 — актриса комедийного жанра и Абсолютный ОТО.

## Семейная жизнь
Первый муж (2005—2008) — архитектор Ярослав Такач. В 2009—2017 годах жила гражданским браком с французским публицистом Матье Даррасом. Двое сыновей: Саймон родился 16 июня 2010 года, Феликс — 25 августа 2012 года.
В 2022 году вышла замуж за сценариста и продюсера Юрая Броцка и взяла его фамилию.